# ケーニヒスベルク (軽巡洋艦・3代)
ケーニヒスベルク (Königsberg) は、第一次世界大戦後に建造されたドイツ海軍の軽巡洋艦。K級巡洋艦の一隻。

## 艦歴
ケーニヒスベルクはヴィルヘルムスハーフェンで1926年4月12日に起工し、1927年3月26日進水。1929年4月17日就役。1929年12月17日に艦隊に加わった。
ケーニヒスベルクは1930年1月1日から1936年2月23日まで偵察艦隊旗艦であった。第二次世界大戦勃発までの間、ケーニヒスベルクは地中海、ノルウェー、イギリス、ポーランド、フィンランド、スウェーデンを訪れた。
スペイン内戦時には、先にスペインに派遣されていた軽巡洋艦ケルンと交代するため、1936年11月25日にキールを出港。18日にスペインのエル・フェロルに着き、翌年の1月15日にキールに帰還するまでスペイン周辺で活動した。
第二次世界大戦が始まると、ケーニヒスベルクは他の駆逐艦などと共に、北海での機雷敷設に従事した。
1940年4月、ケーニヒスベルクはノルウェー侵攻（ヴェーザー演習作戦）にベルゲン攻略に当たるグループ3の1隻として参加した。ベルゲン占領に向かったのはケーニヒスベルクの他に、軽巡洋艦ケルン、砲術練習艦ブレムゼ、水雷艇レオパルト、ヴォルフ、Sボート母艦カール・ペーターズとSボート5隻、武装トロール船2隻であった。4月7日の夜中、上陸部隊を載せたケーニヒスベルクとケルン、ブレムゼはヴィルヘルムスハーフェンを出撃した。途中で水雷艇などと合流し、9日早朝ベルゲンに接近した。その際、ノルウェー軍の砲台からの砲撃でケーニヒスベルク、ブレムゼ、カール・ペーターズが命中弾を受けた。ケーニヒスベルクには2発乃至3発が命中した。ベルゲン市街や港などは同日中にドイツ軍の手に落ちた。

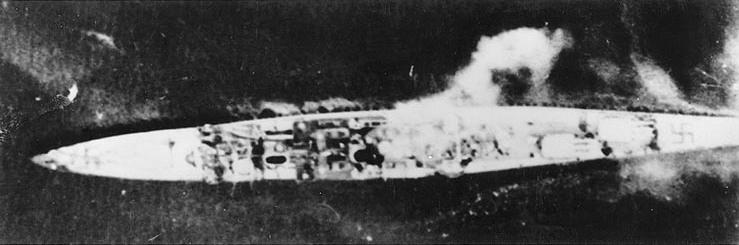
ベルゲンで攻撃を受けている際のものと思われる「ケーニヒスベルク」

4月10日朝、応急修理のためベルゲンに留まっていた「ケーニヒスベルク」はイギリス軍機の攻撃を受けた。攻撃したのはオークニー諸島のハットストン基地から発進した艦隊航空隊第800飛行隊と第803飛行隊のスクア急降下爆撃機16機であり、それぞれ500ポンド爆弾1発を搭載していた。まず右舷側の埠頭で爆発した爆弾により被害が発生。次の爆弾は信号甲板を貫通して水中で爆発し、浸水が発生。さらに3発の爆弾が命中し、1発が左舷側の水中で爆発した。「ケーニヒスベルク」は左舷側から転覆し、スクリューなど一部を残して水没した。
1942年7月12日に浮揚。その後Uボートの停泊場所として使用されたが、1944年9月に再び転覆したという。戦後に解体された。